# Subaru XV
SUBARU XV — компактный кроссовер японского автопроизводителя Subaru, выпускаемый с 2011 года.
Кроссовер Subaru XV был создан по мотивам концепт-кара «SUBARU XV», презентация которого прошла в апреле 2011 года на автосалоне в Шанхае. Готовая же модель Subaru XV была представлена во Франкфурте 13 сентября 2011 года.
По замыслу разработчиков автомобиль Subaru XV должен был представить собой сочетание функциональности, стиля и комфорта во время езды.
Оригинальный внешний вид и неоспоримые преимущества этого кроссовера позволили получить высокую оценку во всем мире среди своего класса. Модель отличается высоким уровнем безопасности и получила максимальный рейтинг «5 звезд» в рамках испытаний Европейской программы оценки новых автомобилей (Euro NCAP) в 2011 году. Также комитет Euro NCAP присудил Subaru XV награду в 2012 и 2017 годах за лучшие показатели безопасности в классе "Малый семейный автомобиль".

## Модельный ряд
Subaru XV оснащается тремя двигателями:
- 1.6i
- 2.0i
- 2.0D
- 2.0i hybrid

На низких частотах вращения коленчатого вала выдается высокий крутящий момент, ускорение быстрое и линейное.
На сегодняшний день на российский рынок поставляются модели Subaru, оснащенные только бензиновым двигателем.

## Особенности двигателя Subaru XV
Subaru разработала новый двигатель «FB» на смену двигателю серии «EJ» — SUBARU BOXER DOHC рабочим объёмом 1,6 л и 2,0 л. и 2.5 л. (последний не устанавливается на Subaru XV).
Новый двигатель серии «FB» сохраняет преимущества горизонтально-оппозитных двигателей, но при этом отличается повышенной экономичностью в расходе топлива. Это было достигнуто за счет повышения эффективности сгорания и снижения уровня трения, кроме этого удалось значительно снизить объём выброса отработавших газов через систему очистки.
Для повышения эффективности сгорания, была разработана более компактная камера сгорания, доработана форма впускных отверстий и клапанов и оптимизировано положение форсунок. Внедрена более легкая конструкция поршней, шатунов и других узлов, тем самым повлияв на экономичность самого двигателя.
Двигатель SUBARU BOXER DIESEL DOHC с турбонаддувом рабочим объёмом 2,0 л отличается высокой жесткостью, плавностью, малым весом, компактной конструкцией, быстрым откликом на нажатие педали акселератора с высоким уровнем крутящего момента даже на низких частотах вращения коленчатого вала, низким уровнем выбросов углекислого газа и повышенной экономичностью.
Кроме достижения более экономичного расхода топлива новая модель XV достигает лучшего в своем классе уровня выброса углекислого газа среди полноприводных автомобилей того же сегмента.
Для Subaru XV разработана новая, легкая, компактная и более экологичная бесступенчатая трансмиссия «Lineartronic». За счет сочетания новой трансмиссии с новым двигателем, Subaru XV предлагает отличную управляемость и поддерживает низкий расход топлива.

## Безопасность

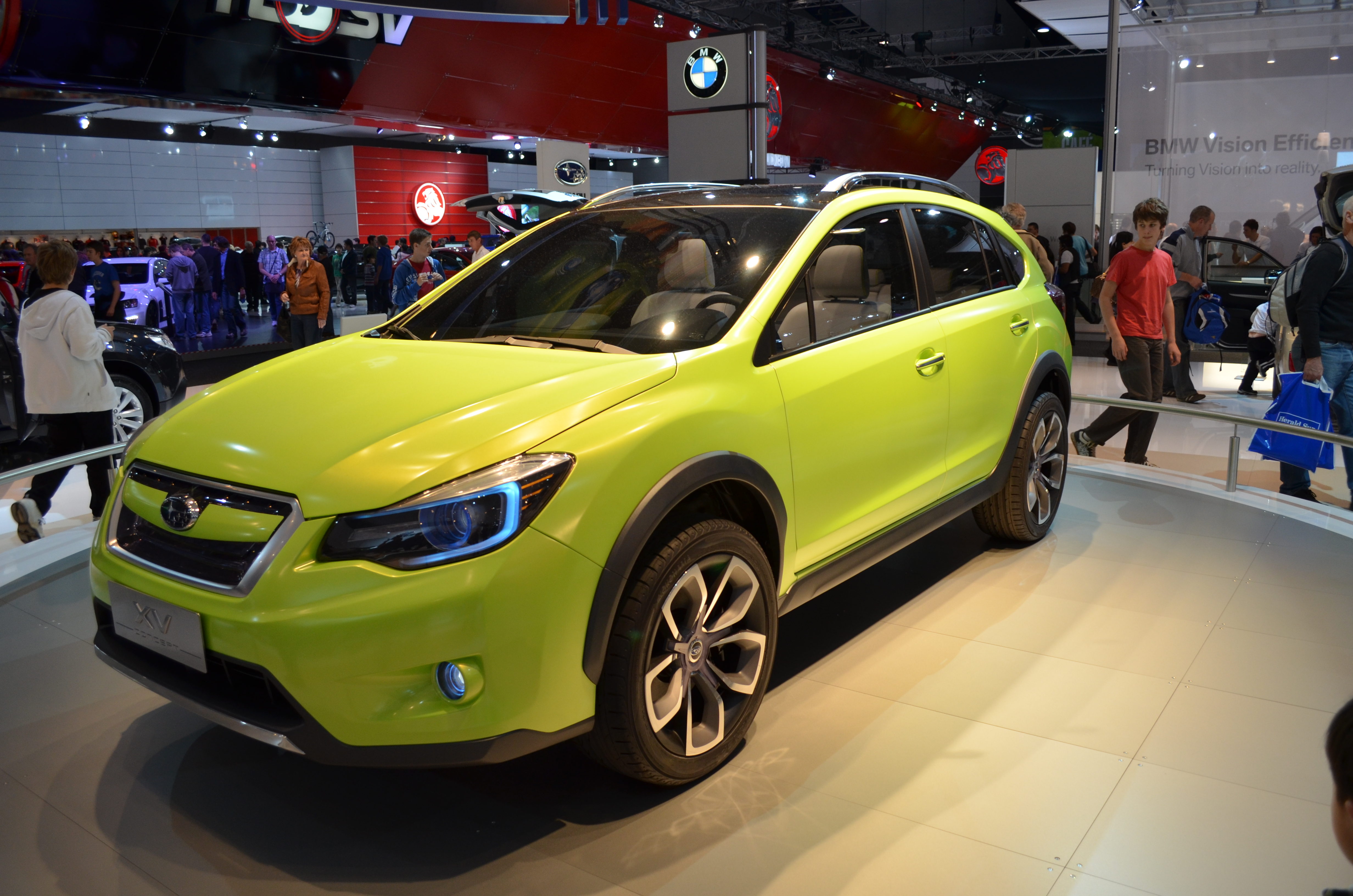
Концепт-кар на Melbourne International Motor Show 2011

Subaru XV была удостоена максимальной оценки «5 звезд» по итогам испытаний на безопасность в рамках Европейской программы оценки новых автомобилей (Euro NCAP). Использование стальных листов с высокой прочностью на разрыв в каркасе кузова привело к снижению массы. Данная модель предлагает классическую прочность, в частности, повышенную жесткость на изгиб.

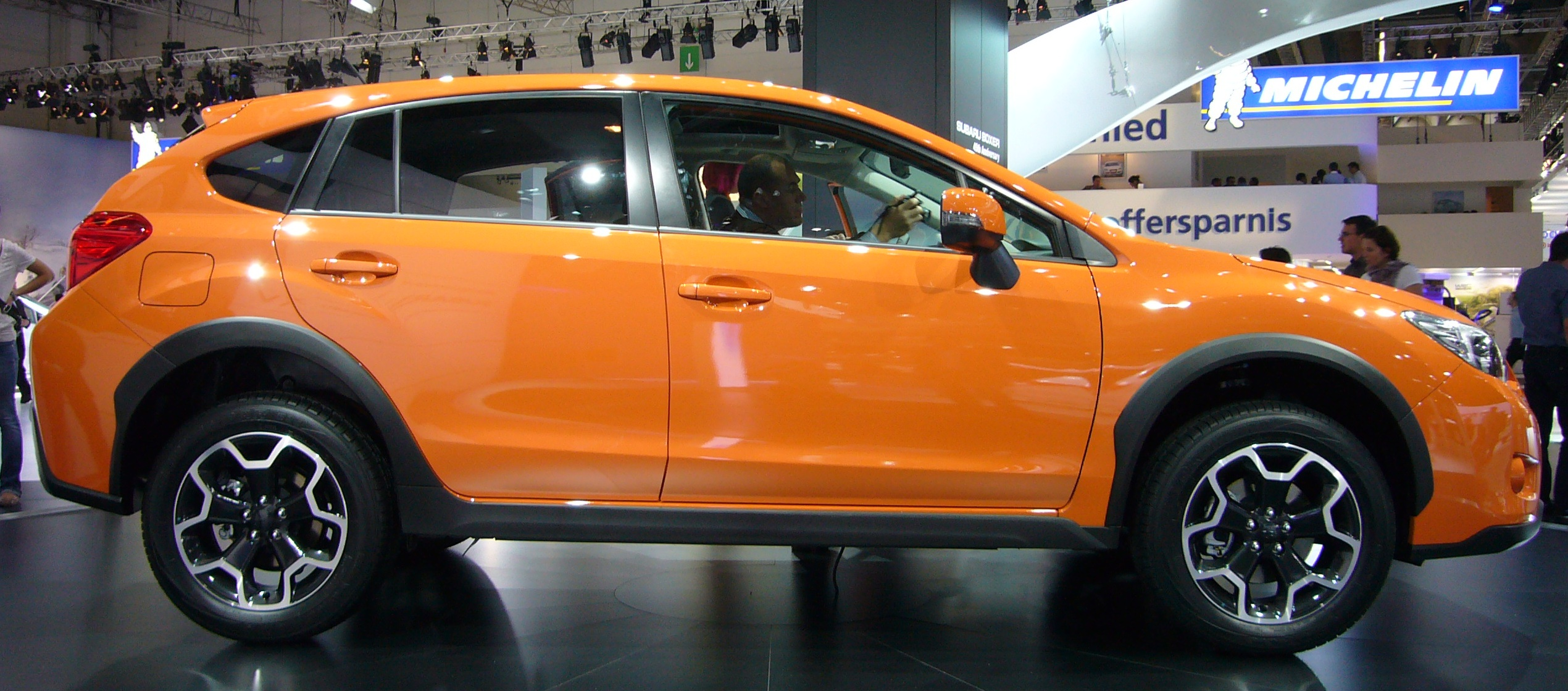
Премьера Subaru XV на автосалоне во Франкфурте

Наклонная панель для ног водителя сделана толще, по сравнению с другими предыдущими моделями, чтобы повысить её прочность и защиту водителя от смещения педалей назад в случае столкновения. В основании передней стойки используются усилительные элементы, чтобы повысить прочность соединения между стойкой и верхней рамой. Это гарантирует, что энергия удара, возникающая при лобовом столкновении, эффективно проходит с рамы на стойку. Данная особенность предлагает высокий уровень безопасности в плане защиты при столкновении.
В боковинах автомобиля используются высокопрочные элементы, где имеется мало деформируемых зон. Это помогает минимизировать деформацию кузова в случае бокового столкновения. Переход на структуру с двойной балкой для задней двери помог ограничить уровень деформации панели вокруг наружной ручки двери, усиливая защиту пассажиров в случае бокового столкновения.
Задняя часть шасси сконструирована таким образом, чтобы энергия столкновения сзади со смещением равномерно распределялась влево и вправо диагональными элементами, помогая минимизировать деформацию салона. В соответствии с новым протоколом Euro NCAP, Subaru увеличила вспененный энергопоглощающий элемент и нижний центральный кронштейн бампера.
Унаследовав новую конструкцию сидений модели Subaru Legacy, сиденья спроектированы таким образом, чтобы ограничить тяжесть травмы шеи и аккуратно направить движение пассажиров в случае столкновения.
Подушка безопасности переднего пассажира имеет сгиб по центру, так что шея пассажира подвергается меньшему ударному воздействию при раскрытии. Также оптимизирована структура подушки безопасности с целью снижения массы. Структура боковых подушек была разработана таким образом, чтобы снизить тяжесть травм в необычных ситуациях, например, когда ребёнок наклоняется к двери.
Subaru XV оснащается большими подушками безопасности, способными защитить талию пассажиров, повышая уровень их безопасности. Также внедрены подушки безопасности для коленей водителя. За счет расширения зоны защиты, подушки-шторки безопасности поддерживают более широкий диапазон форм и посадок пассажиров.
Компания Subaru активно работает над созданием экологических автомобилей. Результатом работы японских инженеров стал, пожалуй, самый экономичный автомобиль Subaru XV Crosstrek Hybrid.
| Euro NCAP                                                                        | Euro NCAP | Euro NCAP | Euro NCAP             |
| -------------------------------------------------------------------------------- | --------- | --------- | --------------------- |
| · общий рейтинг                                                                  |           |           |                       |
| 94%                                                                              | 89%       | 84%       | 68%                   |
| взрослый пассажир                                                                | ребёнок   | пешеход   | активная безопасность |
| Протестированная модель: Subaru XV 2.0i-S EyeSight, LHD, 5 door hatchback (2017) |           |           |                       |